# 쓰보타촌
쓰보타촌(坪田村)은 일본 도쿄도 미애케 지청 관내에 설치되었던 촌이다. 현재의 미야케촌의 일부에 해당한다.